# 얼리버드엔터테인먼트
얼리버드 엔터테인먼트는 대한민국의 연예기획사다.

## 소속 연예인
- 진세연
- 이시아
- 고윤
- 김재용 (헤일로 멤버 출신)
- 양혁 (오메가엑스 멤버)

## 과거 소속 연예인
- 박은혜